# NGC 711
NGC 711 је лентикуларна галаксија у сазвежђу Ован која се налази на NGC листи објеката дубоког неба.
Деклинација објекта је + 17° 30' 47" а ректасцензија 1h 52m 27,7s. Привидна величина (магнитуда) објекта NGC 711 износи 13,3 а фотографска магнитуда 14,3. NGC 711 је још познат и под ознакама UGC 1342, MCG 3-5-24, CGCG 460-38, NPM1G +17.0073, PGC 6940.